# فریدلیب رونگه
فریدلیب رونگه (آلمانی: Friedlieb Ferdinand Runge؛ ۸ فوریهٔ ۱۷۹۵ – ۲۵ مارس ۱۸۶۷) یک شیمی‌دان اهل آلمان بود که به عنوان کاشف کافئین شناخته می شود.